# Evonik Industries
Evonik Industries AG – notowana na giełdzie niemiecka spółka specjalizującą się w chemikaliach z siedzibą w Essen w Nadrenii Północnej-Westfalii w Niemczech. Jest to drugie co do wielkości przedsiębiorstwo chemiczne w Niemczech i jedno z największych na świecie przedsiębiorstw zajmujących się chemią specjalistyczną. Firma powstała 12 września 2007 r. w wyniku restrukturyzacji grupy górniczo-technologicznej RAG.
Evonik był głównym sponsorem niemieckiego klubu piłkarskiego Borussia Dortmund.

## Historia
Evonik Industries AG wywodzi się z kilku niemieckich przedsiębiorstw: Degussa (Deutsche Gold- und Silber-Scheide-Anstalt), Chemische Fabrik Stockhausen, Hüls GmbH, Röhm & Haas i SKW Trostberg AG.
W latach 80. firma Hüls przejęła Röhm & Haas, a później również Chemische Fabrik Stockhausen GmbH. W 1999 r. połączyła się z Degussa AG (tak nazywała się od 1980 r.), tworząc Degussa-Hüls AG, która następnie połączyła się ze SKW Trostberg AG, tworząc „nową” spółkę Degussa AG z siedzibą w Düsseldorfie.
W latach 2003–2006 Grupa RAG z siedzibą w Essen przejęła spółkę Degussa AG.
W 2007 roku Grupa RAG została podzielona na dwie części: RAG Aktiengesellschaft, Herne (Niemcy), która była odpowiedzialna za wydobycie i przetwarzanie węgla kamiennego oraz Evonik Industries AG, Essen (Niemcy), przedsiębiorstwo przemysłowe z silnym naciskiem na specjalizację – środki chemiczne. Jedynym udziałowcem obu spółek była RAG-Stiftung. Nowa struktura uwzględniała specyfikę działalności biznesowej i perspektywy obu firm.